# Dolley Madison
Dolley Payne Todd Madison (20 de maio de 1768 – 12 de julho de 1849) foi a esposa do 4º presidente dos Estados Unidos, James Madison, e a 4ª primeira-dama estadunidense, atuando de 1809 a 1817. 
Ela também, ocasionalmente, atuou como é descrito hoje como Primeira-dama dos Estados Unidos durante o governo do presidente Thomas Jefferson, preenchendo funções cerimoniais, desde que Jefferson tornou-se viúvo.
Há, até os dias atuais, uma disputa pelo conhecimento de seu real nome: Dorothea, Dorothy, ou Dolley e seu nome tem sido grafado erroneamente como "Dolly"; seus mais recentes biógrafos usam o nome Dolley como ela se auto-identificou durante sua vida e porque é assim como seu nome foi registrado em seu nascimento.